# Bulusan Volcano National Park

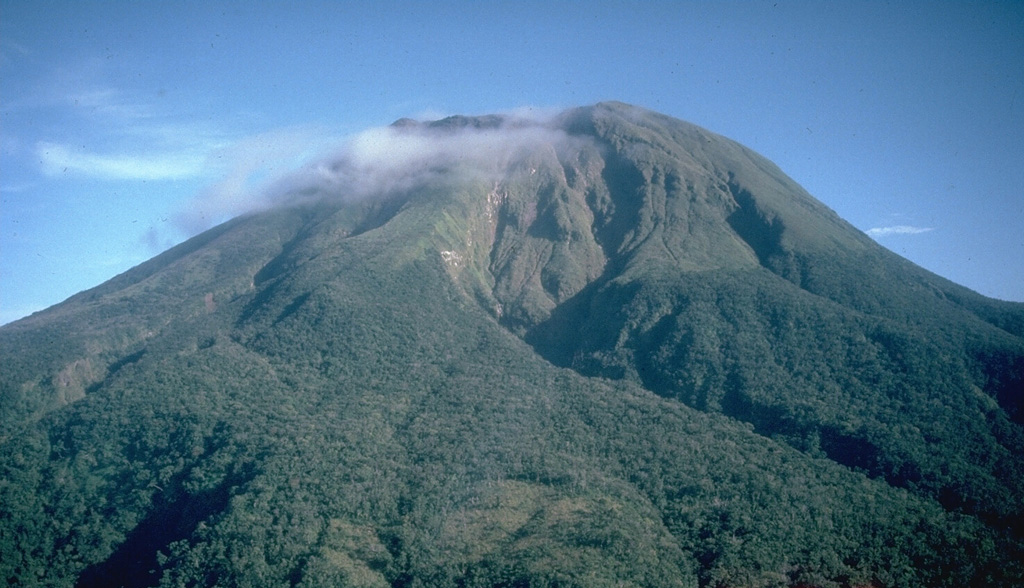
Mount Bulusan

Het Bulusan Volcano National Park is een 3673 hectare groot nationaal park in de Filipijnse provincie Sorsogon in het uiterste zuidoosten van het eiland Luzon. 
In het park liggen drie bergen. De meest bekende is de actieve vulkaan Mount Bulusan. De andere twee zijn Sharp Peak en Mount Jormahan. In het midden van het park ligt het Aguingaymeer, dat in de zomer opdroogt. Elders in het park ligt het Bulusanmeer.
Het Filipijns wrattenzwijn, de Filipijnse sambar en de Bonte reuzenschorsrat zijn enkele van de bedreigde zoogdieren die hier voorkomen.
Veel voorkomende planten in dit park zijn de voor Mount Bulusan endemische plantensoorten prenephrium bulusantum en schefflera bulusanicum.